# Mahmud Djelal-ed-din
Mahmud Djelal-ed-din pascha, född 1840, död 1884, var en osmansk politiker.
Mahmud var svåger till Abd ül-Hamid II, efter vars tronbestigning han vann stort inflytande. Han var vid olika tillfällen befälhavare för artilleriet och inrikesminister och störtade den reformvänlige Midhat Pascha. Trots stora militära förtjänster i Rysk-turkiska kriget (1877–1878) blev Mahmud efter den så kallade Midhat-processen dömt till förvisning till Arabien 1881.